# كريد تايلور
كريد تايلور (بالإنجليزية: Creed Taylor)‏ هو ملحن ومنتج أسطوانات أمريكي، ولد في 13 مايو 1929 في لينشبرغ في الولايات المتحدة.

## وصلات خارجية
- كريد تايلور على موقع IMDb (الإنجليزية)
- كريد تايلور على موقع ميوزك برينز (الإنجليزية)
- كريد تايلور على موقع أول ميوزيك (الإنجليزية)
- كريد تايلور على موقع ديسكوغز (الإنجليزية)